# Anoplostoma camus
Anoplostoma camus är en rundmaskart som beskrevs av Christian Wieser 1953. Anoplostoma camus ingår i släktet Anoplostoma och familjen Anoplostomatidae. Inga underarter finns listade i Catalogue of Life.